# Animal Diversity Web
Animal Diversity Web, in acronimo ADW, è un sito web gestito dal Museo di zoologia dell'Università del Michigan che funge da database pubblicamente accessibile di storia naturale degli animali con informazioni su distribuzione, tassonomia e conservazione. Include migliaia di fotografie, centinaia di registrazioni di suoni e un museo virtuale.
Fu creato da Philip Myers, un professore di biologia dell'Università del Michigan, nel 1995.